# گلکسی انترتینمنت
گلکسی اینترتینمنت (انگلیسی: Galaxy Entertainment) شرکت گردشگری هنگ کنگی است، که در سال ۱۹۸۸ توسط لوی چی وو تأسیس شد.